# Bayard (Nuovo Messico)
Bayard è una città della contea di Grant, Nuovo Messico, negli Stati Uniti. La popolazione era di 2 045 al censimento del 2020. La città è stata incorporata il 20 agosto 1938 e si trova vicino a Santa Rita e a est di Silver City.

## Geografia fisica
Secondo l'Ufficio del censimento degli Stati Uniti, ha una superficie totale di 0,95 mi² (2,46 km²).

## Società

### Evoluzione demografica
Secondo il censimento del 2020, la popolazione era di 2 045 abitanti.